# Guido Paduano
Guido Paduano (Venezia, 8 marzo 1944) è un filologo classico e grecista italiano, specializzato nella storia e critica del teatro classico.

## Biografia
Guido Paduano si è laureato in lettere all'Università di Pisa quale allievo della Scuola Normale Superiore nel 1967. Dal 1979 al 1984 è stato direttore degli Annali della facoltà di Lettere e filosofia dell'Università di Siena, prima di essere nominato professore ordinario di letteratura greca, filologia classica e letterature comparate all'Università di Pisa.
I suoi studi si incentrano soprattutto sul teatro, in particolare modo quello greco, ma con varie incursioni anche in quello latino e in quello moderno e contemporaneo, specialmente per quanto riguarda la drammaturgia musicale e il melodramma, e nella teoria della letteratura, con rilettura di stampo freudiano degli archetipi di matrice classica. Ha inoltre collaborato attivamente con alcuni registi, tra i quali Mario Martone e Walter Pagliaro, agli allestimenti scenici di testi teatrali, ed è stato direttore di importanti riviste specializzate come «Quaderni di Teatro» dal 1983 al 1987, la rivista di letterature classiche «Maia» dal 2006, e infine «Dioniso», periodico internazionale che si occupa di teatro greco, dal 2011.. È stato direttore della rivista di teatro e spettacolo «Atti & Sipari». 
Tra le sue opere, si ricordano monografie di critica di autori greci quali Eschilo, Sofocle, Euripide, Aristofane e Menandro,  ma anche latini come Catullo, Ovidio, Plauto e Terenzio. Per Rizzoli (collana BUR) ed Einaudi ha curato nuove traduzioni e commenti ai classici del teatro antico.
Nel 2020 pubblica il primo romanzo, Il medico non curante, un giallo ambientato a Pisa; nel 2025 esce il secondo romanzo, Storia d'amore e musica.

## Opere

### Saggistica
- La formazione del mondo ideologico e poetico di Euripide. Alcesti, Medea, Pisa, Nistri-Lischi, 1968.
- Studi su Apollonio Rodio, Roma, Edizioni dell'Ateneo, 1972.
- Euripide. La situazione dell'eroe tragico, Firenze, Sansoni, 1974.
- Il mondo religioso della tragedia romana, Firenze, Sansoni, 1974.
- Il giudice giudicato. Le funzioni del comico nelle «Vespe» di Aristofane, Bologna, Il Mulino, 1974.
- Sui Persiani di Eschilo. Problemi di focalizzazione drammatica, Roma, Edizioni dell'Ateneo & Bizzarri, 1978.
- Noi facemmo ambedue un sogno strano. Il disagio amoroso sulla scena dell'opera europea, Palermo, Sellerio, 1982.
- Il nostro Euripide, l'umano, Firenze, Sansoni, 1986.
- Il racconto della letteratura greca. Testi scelti, tradotti e commentati, 4 voll., Bologna, Zanichelli, 1991.
- Il giro di vite. Percorsi dell’opera lirica, Il discanto, Firenze, La Nuova Italia, 1992. Premio Massarosa
- Lunga storia di Edipo re. Freud, Sofocle e il teatro occidentale, Collana Paperbacks n.245, Torino, Einaudi, 1994, ISBN 978-88-061-3118-0. Premio Nazionale Letterario Pisa[4] e Premio Valle dei Trulli.
- Il comico, con Concetta D'Angeli, Bologna, Il Mulino, 1999.
- La poesia latina. Forma, autori, problemi, Roma, Carocci, 2001, ISBN 978-88-430-1932-8.
- Tuttoverdi. Programma di sala, Pisa, Plus, 2001.
- Come è difficile essere felici. Amore e amori nel teatro di Puccini, ETS, 2004. [8 saggi su 8 opere di Puccini]
- Il teatro antico. Guida alle opere, Roma-Bari, Laterza, 2005.
- Shakespeare e l'alienazione dell'io. Quattro lezioni, Roma, Editori Riuniti, 2007.
- Edipo. Storia di un mito, Roma, Carocci Editore, 2008.
- La nascita dell'eroe. Achille, Odisseo, Enea: le origini della cultura occidentale, Milano, Rizzoli, 2008.
- Se vuol ballare. Le trasposizioni in musica dei classici europei, Torino, UTET Università, 2009, ISBN 978-88-600-8249-7.
- Il testo e il mondo. Elementi di teoria della letteratura, Torino, Bollati Boringhieri, 2013.
- Follia e letteratura. Storia di un'affinità elettiva. Dal teatro di Dioniso al Novecento, Roma, Carocci, 11 ottobre 2018, ISBN 978-88-430-9352-6.
- Teatro. Personaggio e condizione umana, Roma, Carocci, 2020.
- L'Anello del Nibelungo. Parola e dramma, Bologna, Il Mulino, 2021, ISBN 978-88-152-8715-1.

### Traduzioni e curatele
- Aristofane, Gli acarnesi. Le nuvole. Le vespe. Gli uccelli, Collana BUR, Milano, Rizzoli, 1979.
- Menandro, Le commedie, Milano, Mondadori, 1980.
- Robin Lane Fox, Alessandro Magno, Collana Saggi n.635, Torino, Einaudi, 1981.
- Aristofane, Lisistrata, Milano, Rizzoli, 1981.
- Sofocle, Tragedie e frammenti, Torino, UTET, 1982.
- Aristofane, La festa delle donne, Collana BUR, Milano, Rizzoli, 1983.
- Aristofane, Le donne al parlamento, Milano, Rizzoli, 1984.
- Sofocle, Antigone, Palermo, INDA, 1986.
- Apollonio Rodio, Le Argonautiche, con Massimo Fusillo, Milano, Rizzoli, 1986.
- Aristofane, Pluto, Milano, Rizzoli, 1988.
- Antologia Palatina, Epigrammi Erotici (Libro V – Libro XII), Milano, Rizzoli, 1989. Vincitore del Premio Betocchi
- Aristofane, Le vespe. Gli uccelli, Milano, Rizzoli, 1990.
- Euripide, Alcesti, Milano, Rizzoli, 1993.
- Plauto, Asinaria, con Cesare Questa e Mario Scàndola, Milano, Rizzoli, 1994.
- Aristofane, Le rane, con Alessandro Grilli, Milano, Rizzoli, 1996.
- Aristotele, Poetica, Introduzione e trad., Roma-Bari, Laterza, 1997.
- Omero, Iliade, con commento di Maria Serena Mirto, Biblioteca della Pléiade, Torino, Einaudi, 1997; Collezione I Millenni, Einaudi, 2013; Introduzione di Francesco Morosi, Collana ET Biblioteca, Einaudi, 2025.
- Gaio Valerio Catullo, Le poesie, Introduzione di G. Paduano, commento di Alessandro Grilli, Torino, Einaudi, 1997; Milano, Centauria, 2017.
- Aristofane, La pace, Milano, Rizzoli, 1998.
- Euripide, Ippolito, Milano, Rizzoli, 2000.
- Ovidio, Le metamorfosi, Torino, Einaudi, 2000; nuova ed. riveduta, Collezione I Millenni, Einaudi, 2022.
- Plauto, Epidico, con Cesare Questa e Mario Scàndola, Milano, Rizzoli, 2001.
- Euripide, Il ciclope, Milano, Rizzoli, 2005.
- AA.VV., Il teatro greco. Tragedie, Collana BUR, Milano, Rizzoli, 2006.
- AA.VV., Il teatro greco. Commedie, Collana BUR, Milano, Rizzoli, 2007.
- Gorgia, Encomio di Elena, curatela, Napoli Liguori, 2007, ISBN 978-88-207-3591-3.
- Omero, Odissea, Collezione I Millenni, Torino, Einaudi, 2010; Collana ET Biblioteca, Einaudi, 2024.
- Plauto, Anfitrione, con Cesare Questa e Mario Scàndola, Milano, Rizzoli, 2002.
- Alexandre Dumas, Il conte di Montecristo, Collana BUR Grandi Classici, Milano, Rizzoli, 2013-2025,  p. 1249, ISBN 978-88-170-6336-4.
- Virgilio, Tutte le opere. Bucoliche-Georgiche-Eneide-Appendix, Collana Classici della letteratura europea, Milano, Bompiani, 2016.
- Narrativa femminile in Francia. Dal Seicento all'Ottocento, curatela con Tiziana Goruppi, Collezione Classici della Letteratura Europea, Milano-Firenze, Bompiani, 7 giugno 2017, ISBN 978-88-452-9284-2.
- Alexandre Dumas, Il tulipano nero, trad. e cura, Collana BUR classici moderni, Milano, Rizzoli, 2022, ISBN 978-88-171-5897-8.
- Alexandre Dumas, Il Capitano Paul, trad. e cura, Collana BUR classici moderni, Milano, Rizzoli, 2022, ISBN 978-88-171-5846-6.
- Ovidio, Rimedi contro l'amore, a cura di Victoria Rimell, trad. di G. Paduano, Collezione Scrittori greci e latini, Milano, Fondazione Lorenzo Valla/Mondadori, 2022.
- Alexandre Dumas, Il visconte di Bragelonne, Collana BUR Grandi Classici, Milano, Rizzoli, 2023, ISBN 978-88-171-7471-8.

### Narrativa

#### Romanzi
- Il medico non curante, Pacini Editore, 2020, ISBN 978-88-699-5782-6.
- Storia d'amore e musica, Roma, Castelvecchi, 2025, ISBN 979-12-561-4562-1.

## Riconoscimenti
- Nel 2021, gli fu assegnato il Premio Internazionale "Ivo Chiesa – Una vita per il teatro", per la sezione "Museo Biblioteca dell'attore".[5]

- Nel 2021, ricevette dall'Istituto Nazionale del Dramma Antico l'"Eschilo d'Oro".[6]